# Matthew (Name)
Matthew ist als englische Form von Matthäus und Matthias ein englischer männlicher Vorname und Familienname.

## Vornamensträger

### A
- Matthew Abela (* 1999), maltesischer Badmintonspieler
- Matthew Amoah (* 1980), ghanaischer Fußballspieler
- Matthew Antoine (* 1985), US-amerikanischer Skeletonfahrer
- Matthew Arnold (1822–1888), englischer Dichter und Kulturkritiker
- Matthew Ashton (* 1988), britischer Pokerspieler

### B
- Matthew Barnaby (* 1973), kanadischer Eishockeyspieler
- Matthew Barlow (* 1970), US-amerikanischer Metal-Sänger
- Matthew Barney (* 1967), US-amerikanischer Medienkünstler
- Matthew Bates (* 1986), englischer Fußballspieler
- Matthew Beard (* 1989), britischer Schauspieler
- Matthew Bentley (* 1979), US-amerikanischer Wrestler
- Matthew Best (1957–2025), britischer Dirigent
- Matthew Kiprotich Birir (* 1972), kenianischer Hindernisläufer
- Matthew Bomer (* 1977), US-amerikanischer Schauspieler
- Matthew Booth (* 1977), südafrikanischer Fußballspieler
- Matthew Boulton (1728–1809), englischer Ingenieur und Unternehmer
- Matthew Brammeier (* 1985), irischer Radrennfahrer
- Matthew Brannon (* 1971), US-amerikanischer Maler
- Matthew Breeze (* 1972), australischer Fußballschiedsrichter
- Matthew Brettingham (1699–1769), britischer Architekt
- Matthew Broderick (* 1962), US-amerikanischer Schauspieler
- Matthew Burrows (* 1985), nordirischer Fußballspieler
- Matthew Burton (1949–2023), Schauspieler
- Matthew Busche (* 1985), US-amerikanischer Radrennfahrer
- Matthew Butler (1836–1909), US-amerikanischer Politiker und Generalmajor

### C
- Matthew Carle (1984), US-amerikanischer Eishockeyspieler
- Matthew H. Carpenter (1824–1881), US-amerikanischer Politiker
- Matthew Carter (* 1937), britischer Schriftgestalter
- Matthew Centrowitz (* 1989), US-amerikanischer Mittelstreckenläufer
- Matthew Charlton (1866–1948), australischer Politiker (Australian Labor Party)
- Matthew Harvey Clark (1937–2023), US-amerikanischer Geistlicher, Bischof von Rochester
- Matthew Connolly (* 1987), englischer Fußballspieler
- Matthew Couch (* 1974), englischer Snookerspieler
- Matthew Cowdrey (* 1988), australischer Schwimmer
- Matthew Crampton (* 1986), englischer Radsportler
- Matthew Cream (* 1975), australischer Fußballschiedsrichterassistent
- Matthew Croucher (* 1983), britischer Soldat

### D
- Matthew Davis (* 1978), US-amerikanischer Schauspieler
- Matthew Dear, US-amerikanischer DJ und Produzent
- Matthew B. J. Delaney, US-amerikanischer Schriftsteller
- Matthew Denmark (* 1980), US-amerikanischer Volleyballspieler
- Matthew James Doherty (* 1992), irischer Fußballspieler, siehe Matt Doherty
- Matthew Dubourg (1703–1767), irischer Violinist
- Matthew Dunn (* 1973), australischer Schwimmer
- Matthew Durrans (* 1998), kanadisch-englischer Fußballspieler

### E
- Matthew Ebden (* 1987), australischer Tennisspieler
- Matthew Elias (* 1979), britischer Leichtathlet
- Matthew Emmons (* 1981), US-amerikanischer Sportschütze
- Matthew Etherington (* 1981), englischer Fußballspieler

### F
- Matthew Ferguson (* 1973), kanadischer Schauspieler
- Matthew Festing (1949–2021), englischer Großmeister des Malteserordens
- Matthew Fisher (* 1946), englischer Musiker
- Matthew Flinders (1774–1814), britischer Forschungsreisender
- Matthew Fox (* 1966), US-amerikanischer Schauspieler
- Matthew Fox (* 1940), US-amerikanischer Priester und Theologe
- Matthew Fries (* 1968), US-amerikanischer Jazzmusiker und Hochschullehrer
- Matthew Fuerbringer (* 1974), US-amerikanischer Beachvolleyballspieler

### G
- Matthew Garber (1956–1977), englischer Schauspieler
- Matthew Gee (1925–1979), US-amerikanischer Jazz-Posaunist
- Matthew Gilmore (* 1972), belgischer Radrennfahrer
- Matthew Glaetzer (* 1992), australischer Radsportler
- Matthew Glave (* 1963), US-amerikanischer Schauspieler
- Matthew Good (* 1971), kanadischer Rockmusiker
- Matthew Goode (* 1978), britischer Schauspieler
- Matthew Goss (1986), australischer Radrennfahrer
- Matthew Gray (* 1973), australischer Bogenschütze
- Matthew Gray Gubler (* 1980), US-amerikanischer Schauspieler, Filmemacher, Fotomodell und Maler
- Matthew Griswold (1714–1799), US-amerikanischer Politiker, Gouverneur von Connecticut
- Matthew Griswold (1833–1919), US-amerikanischer Politiker (Pennsylvania)

### H
- Matthew Hale (1609–1676), britischer Rechtsgelehrter und Staatsmann
- Matthew Harvey (1781–1866), US-amerikanischer Politiker (New Hampshire)
- Matthew Hayden (* 1971), australischer Cricketspieler
- Matthew Haydock (* 1986), neuseeländischer Radrennfahrer
- Matthew Hayward (* 1989), kanadischer Freestyle-Skier
- Matthew Heafy (* 1986), US-amerikanischer Sänger und Gitarrist
- Matthew Henry (1662–1714), britischer presbyterianischer Pfarrer und Bibelkommentator
- Matthew Henson (1866–1955), US-amerikanischer Polarforscher
- Matthew Herbert (* 1972), britischer DJ und Musikproduzent
- Matthew Hindman (* 1976), US-amerikanischer Politikwissenschaftler
- Matthew J. Holman (* 1967), US-amerikanischer Astrophysiker
- Matthew Hoppe (* 2001), US-amerikanischer Fußballspieler
- Matthew Hughes (* 1989), kanadischer Hindernisläufer
- Matthew Lee Hughes (* 1978), walisischer Badmintonspieler

### J
- Matthew Jarvis (* 1984), kanadischer Pokerspieler, siehe Matt Jarvis (Pokerspieler)
- Matthew Thomas Jarvis (* 1986), englischer Fußballspieler, siehe Matt Jarvis (Fußballspieler)
- Matthew Joyce (* 1984), US-amerikanischer Baseballspieler
- Matthew Jurman (* 1989), australischer Fußballspieler

### K
- Matthew Kallio (* 1986), kanadischer Basketballschiedsrichter
- Matthew Kemp (* 1980), australischer Fußballspieler
- Matthew Kneale (* 1960), britischer Autor
- Matthew Knight (* 1994), US-amerikanischer Schauspieler
- Matthew Krok (* 1982), australischer Schauspieler

### L
- Matthew Labyorteaux (* 1966), US-amerikanischer Schauspieler
- Matthew Lawrence (* 1980), US-amerikanischer Schauspieler
- Matthew F. Leonetti (* 1941), US-amerikanischer Kameramann
- Matthew Le Tissier (* 1968), englischer Fußballspieler
- Matthew Lewis (* 1989), britischer Schauspieler
- Matthew Lewis (* 1990), australischer Fußballspieler
- Matthew Gregory Lewis (1775–1818), britischer Schriftsteller
- Matthew Libatique (* 1968), US-amerikanischer Kameramann
- Matthew Lillard (1970), US-amerikanischer Schauspieler
- Matthew Linville (* 1983), US-amerikanischer Schauspieler
- Matthew Lipman (1923–2010), US-amerikanischer Logiker und Hochschullehrer
- Matthew Lloyd (* 1983), australischer Radrennfahrer
- Matthew Locke (1621–1677), englischer Komponist
- Matthew Lombardi (* 1982), kanadischer Eishockeyspieler
- Matthew Lux (* 1973), US-amerikanischer Jazzmusiker
- Matthew Lyon (1749–1822), US-amerikanischer Politiker

### M
- Matthew Maguire (1850–1917), US-amerikanischer Maschinist und Gewerkschafter
- Matthew Marsden (* 1973), britischer Schauspieler und Sänger
- Matthew Fontaine Maury (1806–1873), US-amerikanischer Marineoffizier und Hydrograph
- Matthew Mbu (1929–2012), nigerianischer Politiker und Diplomat
- Matthew Mbuta (* 1985), kamerunischer Fußballspieler
- Matthew MacFadyen (* 1974), britischer Schauspieler
- Matthew Macklin (* 1982), irischer Boxer
- Matthew McConaughey (* 1969), US-amerikanischer Schauspieler
- Matthew McGrory (1973–2005), US-amerikanischer Schauspieler
- Matthew Mendy (* 1983), gambischer Fußballspieler
- Matthew Meselson (* 1930), US-amerikanischer Genetiker, Biologe und Chemiker
- Matthew Mitcham (* 1988), australischer Wasserspringer
- Matthew Modine (* 1959), US-amerikanischer Schauspieler
- Matthew Morison (* 1987), kanadischer Snowboarder
- Matthew Morrison (* 1978), US-amerikanischer Musicaldarsteller und Schauspieler
- Matthew Saad Muhammad (1954–2014), US-amerikanischer Boxer
- Matthew Mullen (* 1989), australischer Fußballspieler
- Matthew Mullenweg (* 1984), US-amerikanischer Web-Entwickler

### N
- Matthew Nagy (* 1978), US-amerikanischer American-Football-Trainer
- Matthew Nathan (1862–1939), britischer Offizier und Kolonialbeamter
- Matthew M. Neely (1874–1958), US-amerikanischer Politiker, Gouverneur von West Virginia
- Matthew Nielsen (* 1978), australischer Basketballspieler

### O
- Matthew Oakley (* 1977), englischer Fußballspieler

### P
- Matthew Parker (1504–1575), Erzbischof von Canterbury (1559–1575) und Reformator
- Matthew Parrish (* 1969), US-amerikanischer Jazzmusiker
- Matthew Paterson (* 1967), britischer Politikwissenschaftler und Hochschullehrer
- Matthew Patrick (* 1986), US‐amerikanischer Webvideoproduzent, siehe MatPat
- Matthew Perry (1969–2023), US-amerikanischer Schauspieler
- Matthew Pinsent (* 1970), britischer Ruderer
- Matthew Porretta (* 1965), US-amerikanischer Schauspieler
- Matthew Prior (1664–1721), englischer Schriftsteller und Diplomat

### R
- Matthew Rabin (* 1963), US-amerikanischer Wirtschaftswissenschaftler
- Matthew Reed (* 1975), neuseeländischer Triathlet
- Matthew Rees (* 1980), walisischer Rugby-Union-Spieler
- Matthew Reilly (* 1974), australischer Schriftsteller
- Matthew Rhule (* 1975), US-amerikanischer American-Football-Trainer, siehe Matt Rhule
- Matthew Rhys (* 1974), walisischer Schauspieler
- Matthew Rice (* 1979), australischer Radrennfahrer
- Matthew B. Ridgway (1895–1993), US-amerikanischer General
- Matthew Robinson, 2. Baron Rokeby (1713–1800), britischer Adliger und Exzentriker
- Matthew Rolston (* 19**), US-amerikanischer Fotograf und Regisseur
- Matthew Rowe (* 1988), walisischer Radrennfahrer
- Matthew Rush (* 1972), US-amerikanischer Pornodarsteller, Schauspieler und Bodybuilder
- Matthew Ryan (* 1964), australischer Vielseitigkeitsreiter

### S
- Matthew Sadler (* 1974), englischer Schachspieler
- Matthew Sands (1919–2014), US-amerikanischer Physiker
- Matthew Santos (* 1982), US-amerikanischer Sänger und Songwriter
- Matthew Selt (* 1985), englischer Snookerspieler
- Matthew Settle (* 1969), US-amerikanischer Schauspieler
- Matthew Shepard (1976–1998), US-amerikanisches Verbrechensopfer
- Matthew Shipp (* 1960), US-amerikanischer Jazzpianist
- Matthew Sillars (* 1987), neuseeländischer Radrennfahrer
- Matthew Simmons (1943–2010), US-amerikanischer Investmentbanker
- Matthew Skoller, US-amerikanischer Mundharmonikaspieler
- Matthew Spiranovic (* 1988), australischer Fußballspieler
- Matthew Stafford (* 1988), US-amerikanischer American-Football-Spieler
- Matthew Stephens (* 1970), englischer Radrennfahrer
- Matthew Stern, US-amerikanischer Biathlet
- Matthew Stevens (* 1977), walisischer Snookerspieler
- Matthew Stevens (* 1982), US-amerikanischer Jazzgitarrist
- Matthew Stewart, 4. Earl of Lennox (1516–1571), schottischer Adliger
- Matthew W. Stolper (* 1944), US-amerikanischer Assyriologe, Hochschullehrer
- Matthew Stover (* 1962), US-amerikanischer Schriftsteller
- Matthew Sweeney (1952–2018), irischer Schriftsteller

### T
- Matthew Talbot (1762–1827), US-amerikanischer Politiker, Gouverneur von Georgia
- Matthew Tasa (* 1978), US-amerikanischer Musikproduzent, Songwriter und Sänger
- Matthew Taylor, Baron Taylor of Goss Moor (* 1963), britischer Politiker
- Matthew Taylor (* 1964), englischer Komponist
- Matthew Taylor (* 1981), US-amerikanischer Fußballspieler
- Matthew Taylor (* 1981), englischer Fußballspieler
- Matthew Tegenkamp (* 1982), US-amerikanischer Langstreckenläufer
- Frère Matthew, (* 1965) bürgerlich Andrew Thorpe, aktueller Prior der Gemeinschaft von Taizé
- Matthew Thompson (* 1982), australischer Fußballspieler, siehe Matt Thompson
- Matthew Thornton (1714–1803), irisch-britisch-US-amerikanische Arzt
- Matthew Tindal (1657–1733), englischer Vertreter des Deismus
- Matthew Scott Timmons (* 1993), US-amerikanischer Schauspieler
- Matthew Trott (* 1985), australischer Fußballtorhüter

### U
- Matthew Underwood (* 1990), US-amerikanischer Schauspieler
- Matthew Upson (* 1979), englischer Fußballspieler

### V
- Matthew Vaughn (1971), britischer Filmproduzent, Regisseur, Drehbuchautor und Unternehmer

### W
- Matthew Wachter (* 1976), US-amerikanischer Bassist
- Matthew Walker (* 1980), kanadischer Eishockeyspieler
- Matthew Walton (≈1750–1819), US-amerikanischer Politiker
- Matthew Webb (1848–1883), britischer Schwimmer
- Matthew Weiner (* 1965), US-amerikanischer Drehbuchautor, Regisseur und Fernsehproduzent
- Matthew West (* 1977), US-amerikanischer Popmusiker
- Matthew White (* 1974), australischer Radrennfahrer
- Matthew Wilder (* 1953), US-amerikanischer Musiker
- Matthew Williams (* 1985), australischer Springreiter
- Matthew Wilson (* 1977), australischer Radrennfahrer
- Matthew Wilson (* 1987), britischer Rallyefahrer
- Matthew Wood (* 1972), US-amerikanischer Tontechniker und Synchronsprecher

### Y
- Matthew Yates (* 1969), britischer Mittelstreckenläufer
- Matthew Yeats (* 1979), kanadischer Eishockeytorwart
- Matthew Yuricich (1923–2012), US-amerikanischer Matte Painter

## Mathew
- Mathew Baker (1530–1613), englischer Mathematiker und königlicher Schiffsbaumeister
- Mathew B. Brady (1822–1896), US-amerikanischer Fotograf und Chronist des amerikanischen Sezessionskriegs
- Mathew Cronshaw (* 1988), britischer Straßenradrennfahrer
- Mathew Dumba (* 1994), kanadischer Eishockeyspieler
- Mathew Duncan Ector (1822–1879), US-amerikanischer Politiker, Jurist und Brigadegeneral der Konföderierten im Sezessionskrieg
- Mathew Harris Ellsworth (1899–1986), US-amerikanischer Politiker
- Mathew Hayman (* 1978), australischer Radrennfahrer
- Mathew Jonson (* 1978), kanadischer Musikproduzent und Labelbesitzer
- Mathew Leckie (* 1991), australischer Fußballspieler
- Mathew Olorunleke (* 1983), nigerianischer Fußballspieler
- Mathew Quinn (* 1976), südafrikanischer Leichtathlet
- Mathew D. Rose (* 1954), amerikanischstämmiger Journalist in Deutschland
- Mathew St. Patrick (* 1968), US-amerikanischer Schauspieler
- Mathew Tait (* 1986), englischer Rugby-Union-Spieler

## Familiennamensträger
- Amenta Matthew (* 1952), marshallische Politikerin
- Colin Matthew (1941–1999), britischer Historiker und Herausgeber
- George Frederic Matthew (1837–1923), kanadischer Paläontologe
- Nick Matthew (* 1980), englischer Squashspieler
- Patrick Matthew (1790–1874), schottischer Landbesitzer, Agrarwissenschaftler, Politiker
- Scott Matthew, australischer Sänger, Gitarrist und Textdichter
- Wayne Matthew (* 1958), australischer Politiker, Liberal Party, Minister (South Australia)
- William Diller Matthew (1871–1930), kanadisch-US-amerikanischer Paläontologe